# 麥克萊倫鎮區 (伊利諾伊州)
麥克萊倫鎮區（英語：McClellan Township）是位於美國伊利諾伊州傑佛遜縣的一個行政鎮區。

## 地方資料
根據2010年美國人口普查的數據，麥克萊倫鎮區的面積為92.40平方千米，當中陸地面積為92.30平方千米，而水域面積為0.10平方千米。當地共有人口1246人，而人口密度為每平方千米13.48人。